# Place de la Boule
La place de la Boule est un carrefour giratoire majeur de Nanterre, dans les Hauts-de-Seine.

## Situation et accès
La place de la Boule est un carrefour très important de Nanterre situé dans plusieurs quartiers : le quartier de la Boule - Champs-Pierreux, le quartier du Mont-Valérien, le quartier du Centre et le quartier du Vieux-Pont - Sainte-Geneviève.

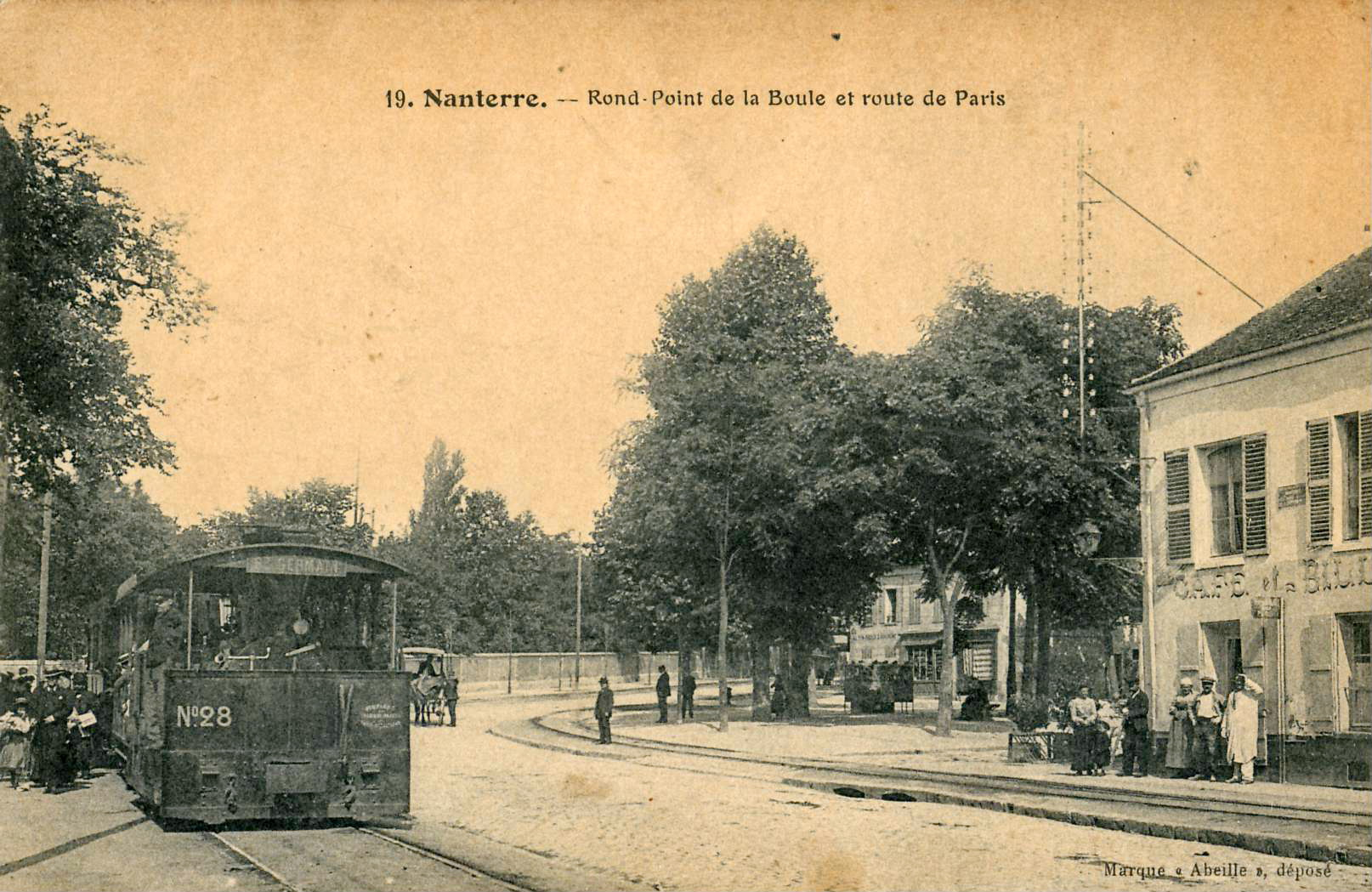
La Place de la Boule desservie par le Tramway Paris - Saint-Germain au début du XX. Cette ligne devint le 58 de STCRP et disparaît en 1935, remplacée par une ligne d'autobus.

Deux tunnels permettent aux véhicules de faible hauteur de la traverser la place en évitant le croisement des autres véhicules.
7 voies convergent vers la place de la Boule :
1. Avenue Georges-Clemenceau vers la Place des Bergères et La Défense (D913 ex-RN13)
2. Avenue du Maréchal-Joffre vers Poissy (D913 ex-RN13)
3. Avenue Frédéric-et-Irène-Joliot-Curie vers les places Nelson-Mandela (Nanterre) et de Belgique (La Garenne-Colombes) (RD131)
4. Avenue Vladimir-Ilitch-Lénine vers Saint-Germain-en-Laye (RD991)
5. Rue Paul-Vaillant-Couturier vers le Mont-Valérien
6. Rue Gambetta vers le centre historique de Nanterre
7. Rue de Saint-Cloud

À terme, elle est concernée par les projets suivants :
- Projet de prolongement du tramway T1 jusqu'à la place
- Grand Paris Express : ligne 15 du métro, station Nanterre-La Boule

## Origine du nom
Son nom proviendrait d'une auberge à l'enseigne la Boule royale.

## Historique

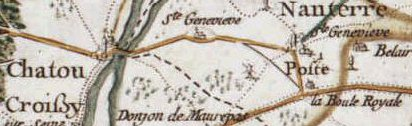
Carte de Cassini, centrée sur Nanterre et la Place de la Boule-Royale en 1756. Un relais de poste y figure.

Cette place qui figure sur la carte de Cassini, qui apparait sur les cartes au début du XVIIIe siècle et qui existait avant 1733, s'est appelé « place de la Boule-Royale ».
En 1778, il y avait, sur cet endroit, un relais de poste aux chevaux effectuant le trajet de Paris à Saint-Germain dont l'auberge qui était à l'enseigne de la Boule royale, aurait donné son nom donné à la place,. Ce relais accueille, prioritairement, le roi et la cour, les voitures de la poste aux lettres pour le transport des messages royaux, mais aussi les turgotines puis les diligences, reliant Paris et Rouen. À cette époque ce carrefour reçoit seulement cinq voies : le chemin de la Boule-Royale (actuelle rue Gambetta), la route de Paris à Saint-Germain (actuelles avenues Georges-Clemenceau et Maréchal-Joffre), la route du Calvaire (actuelle rue Paul-Vaillant-Couturier) et le chemin du Poirier de Saint-Cloud (actuelle rue de Saint-Cloud).
En 1890, la ligne du tramway à vapeur reliant Paris à Saint-Germain-en-Laye passe par La Boule. De nombreux commerces s'installent alors autour et dans les environs de la place. Elle devient également un lieu ou s'installent les fêtes foraines.
En 1935, « la bouillotte », le tramway à vapeur, laisse sa place à un service d'autobus, qui est plus rapide et plus nombreux.
En 1950, l'avenue Vladimir-Ilitch-Lénine est ouverte à partir de la place de la Boule permettant de la relier directement à Chatou en contournant la circulation du centre de Nanterre.
En 1959, l'avenue Joliot-Curie est ouverte à partir de la place de la Boule, à travers le parc de la villa Allez permettant de la relier directement à la place de Belgique à La Garenne-Colombes, permettant ainsi la circulation de contourner le centre de Nanterre. 
Dans les années 1960, trois grands immeubles d'habitation, la barre AOTEP, sont construits entre la place, l'avenue Joliot-Curie et l'avenue Georges-Clemenceau.
Vers 1965, le siège social de l'entreprise Motta s'installe à la place de la Boule.
En 1971, le parc de la villa Allez se trouve une nouvelle fois réduit par la construction d'un grand immeuble et de surfaces commerciales, dans l'îlot boulevard Hérold-avenue Joliot-Curie et afin de résorber les bouchons interminables, des autoponts provisoires sont construits.
La place a fait l'objet d'importantes rénovations au début des années 2000 avec la suppression des autoponts bâtis dans les années 1970, la création d'un écoquartier situé sur la ZAC Centre Sainte-Geneviève et sera complétée par l'arrivée prévue en 2030 du métro ligne 15 du Grand Paris Express et du tramway T1.

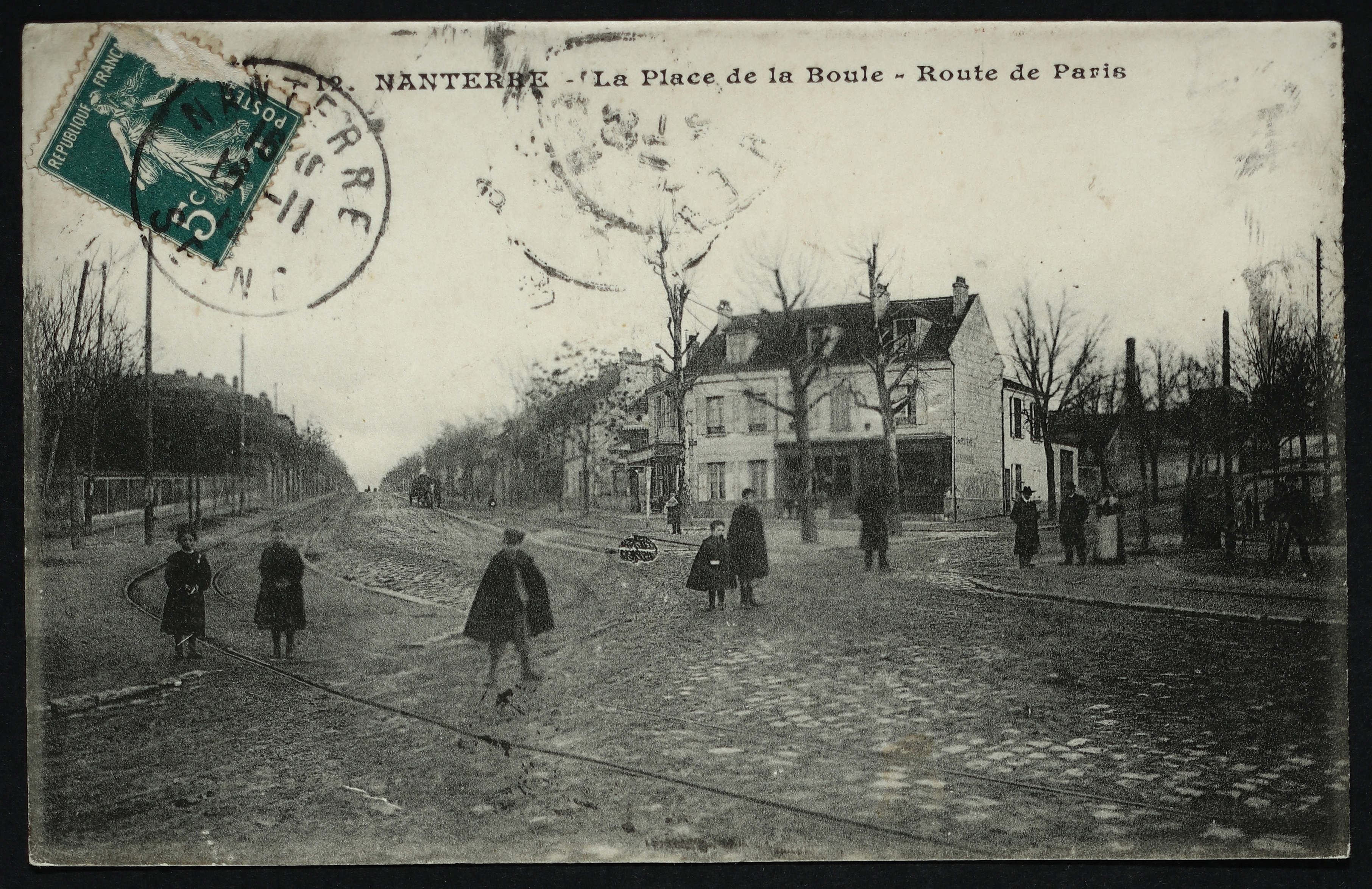
La place de la Boule et la route de Paris.
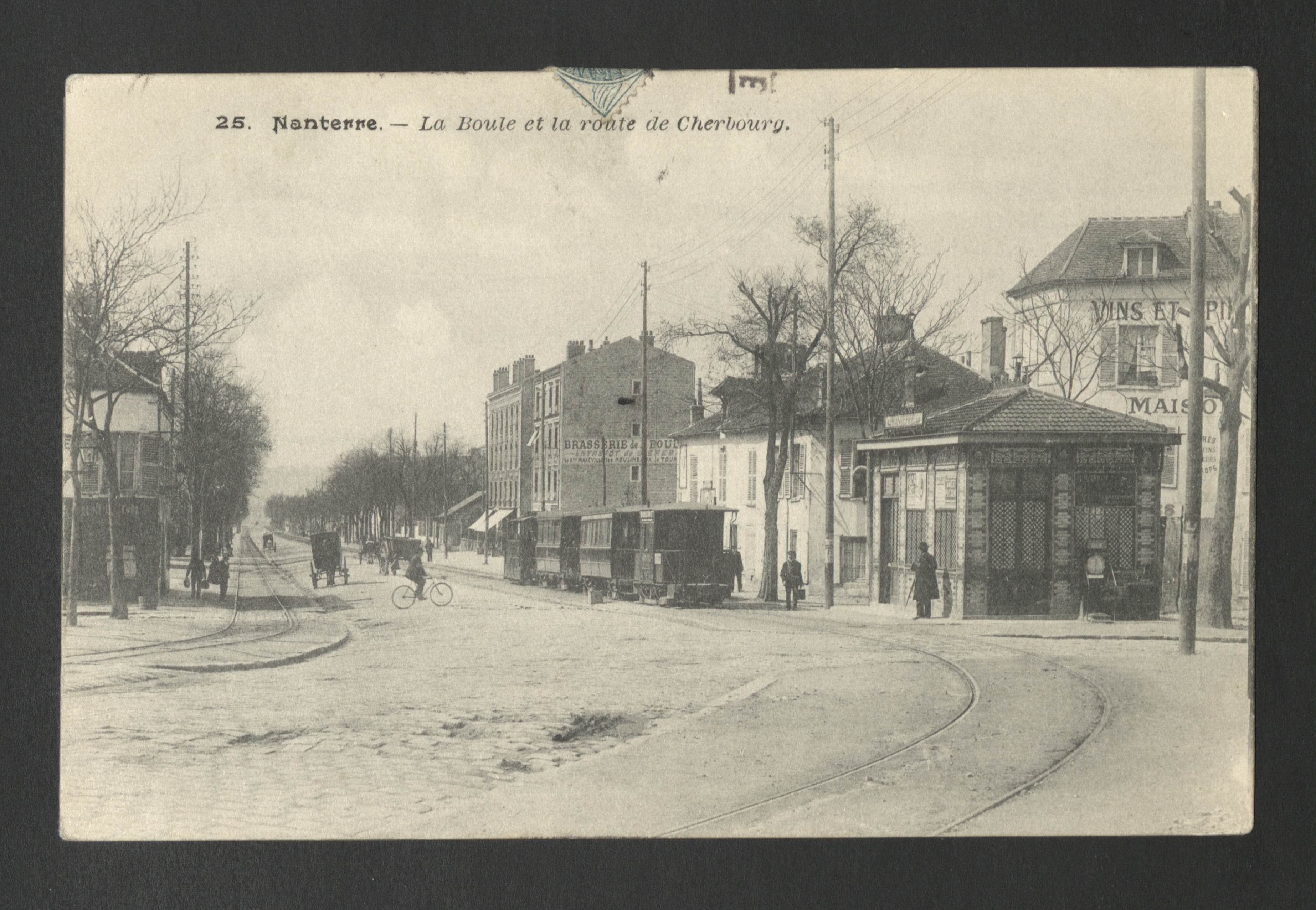
La place de la Boule et la route de Cherbourg.
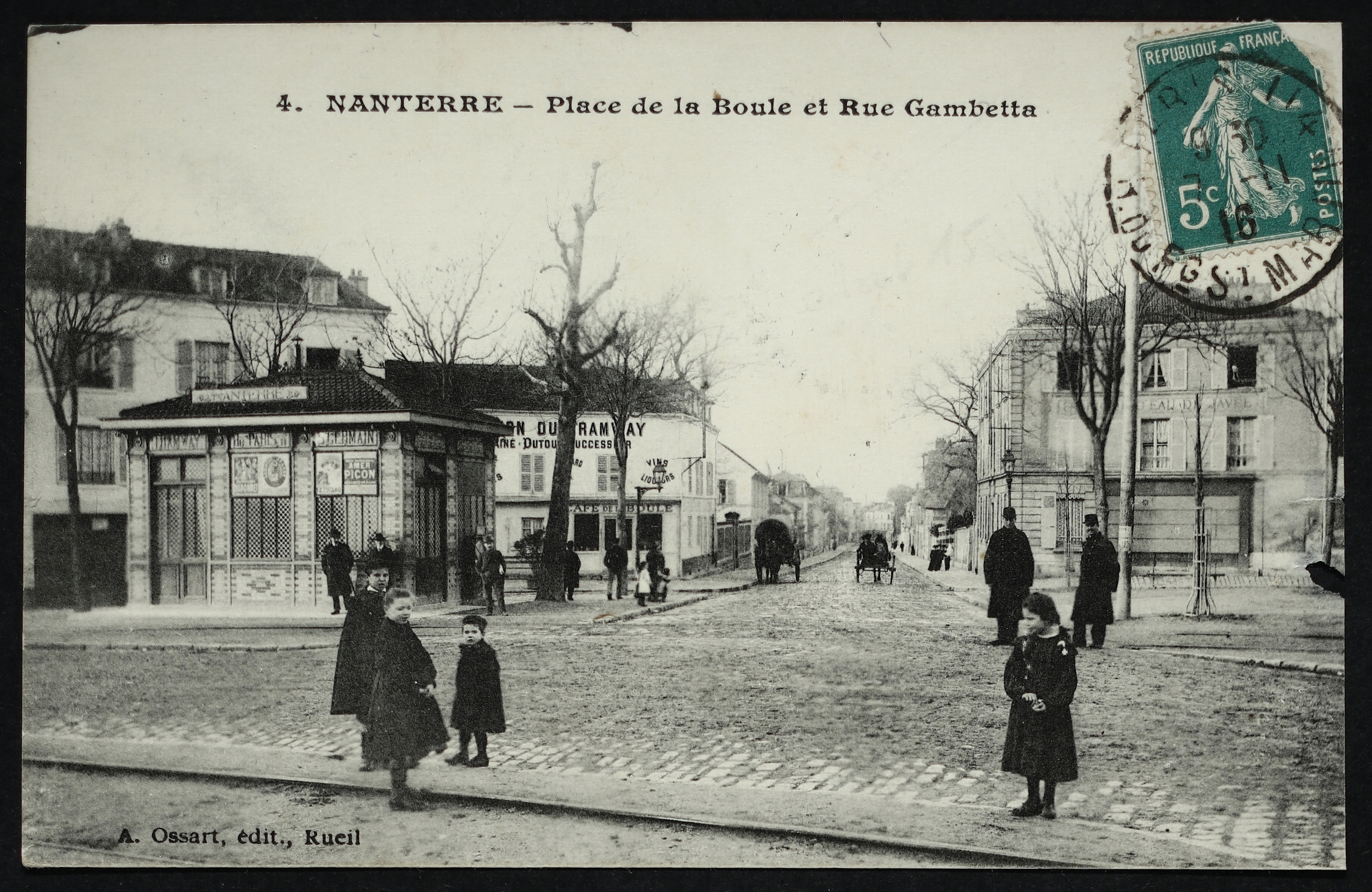
La place de la Boule et la rue Gambetta.
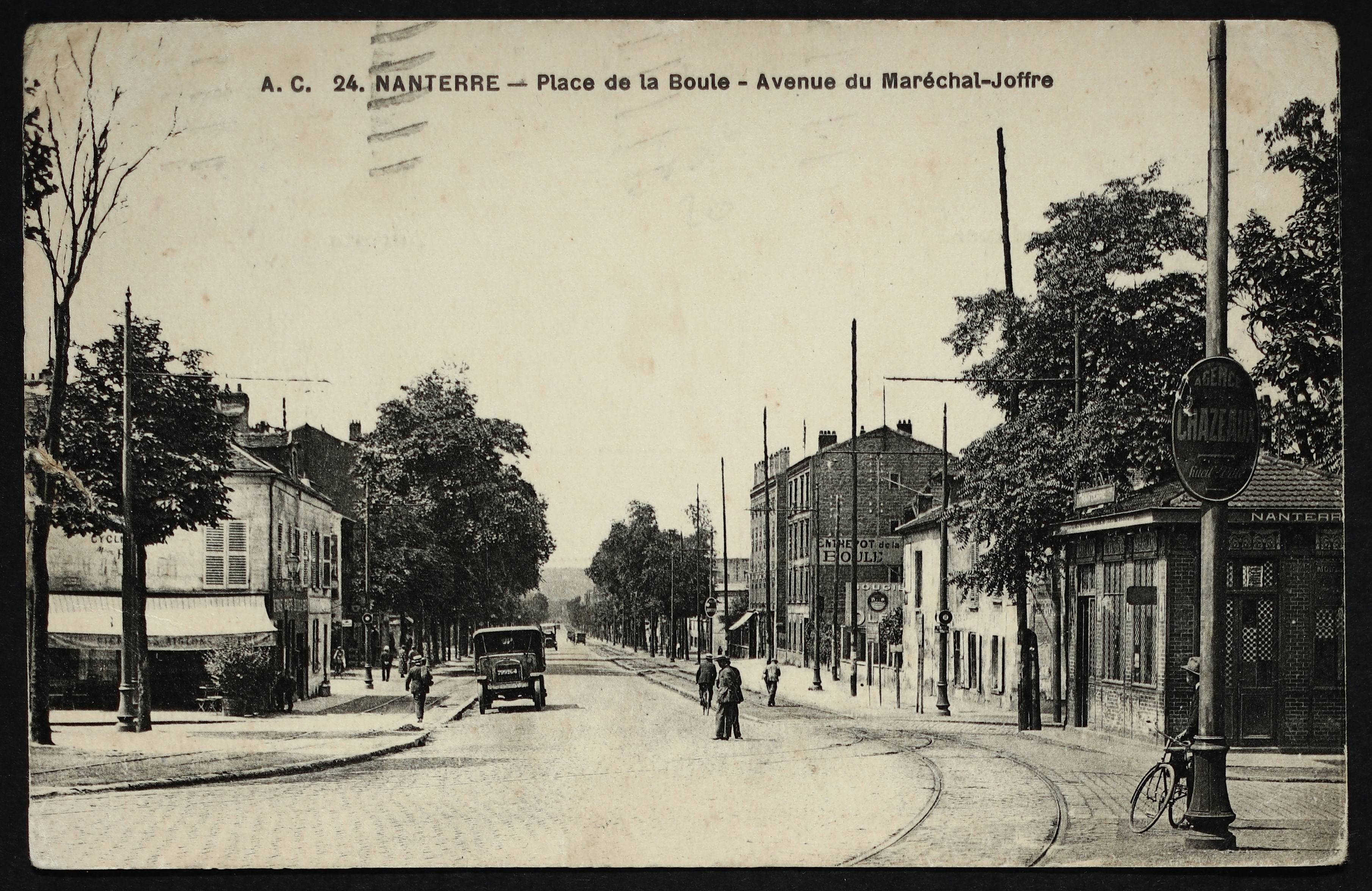
La Place de la Boule et l'avenue du Maréchal-Joffre.
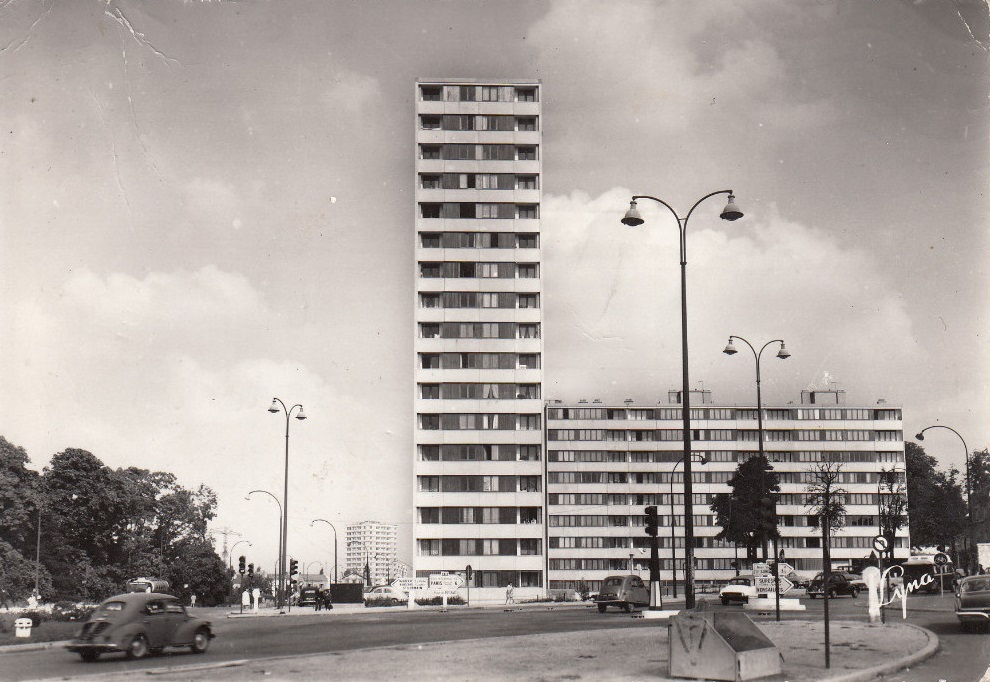
Place de la Boule, dans les années 1970 donnant sur la barre AOTEP.

## Bâtiments remarquables et lieux de mémoire
- Une maison de campagne, la villa Allez, du nom de la famille Allez qui étaient de riches quincailliers parisiens, construite dans les années 1880, avec plusieurs dépendances et un immense parc. La villa a accueilli, vers 1965, la clinique de La Boule Il ne reste désormais que la villa devenue un centre de loisirs[6].
- Siège social de l'entreprise Motta, situé à l'angle de la rue Gambetta et de l'avenue Vladimir-Ilitch-Lénine, qui deviendra le siège de la Communauté d'agglomération du Mont-Valérien.
- La place a été représentée en 1923 par une toile de Maurice Vlaminck intitulée La Boule de Nanterre[7].